# Eva Amurri
Eva Maria Olivia Amurri, ibland även skriven med efternamnet Martino, född 15 mars 1985 i New York i USA, är en amerikansk skådespelerska. Hon är dotter till skådespelerskan Susan Sarandon och regissören Franco Amurri samt halvsyster till Jack Henry Robbins och Miles Guthrie Robbins.
Hon gifte sig år 2011 med fotbollsspelaren Kyle Martino, med vilken hon har tre barn. Paret separerade och ansökte om skilsmässa i november 2019, när Amurri var gravid med deras tredje barn. Efter att skilsmässan från Martino hade gått igenom i februari 2020, inledde Amurri en relation med kocken Ian Hock. Paret gifte sig i juni 2024.

## Filmografi (urval)
- 1995 - Dead Man Walking - Helen (9 år gammal)
- 2002 – Rocksystrar - Ginger Kingsley
- 2004 – Saved! - Cassandra
- 2012 – That's My Boy - Mary McGarricle